# NGC 1502

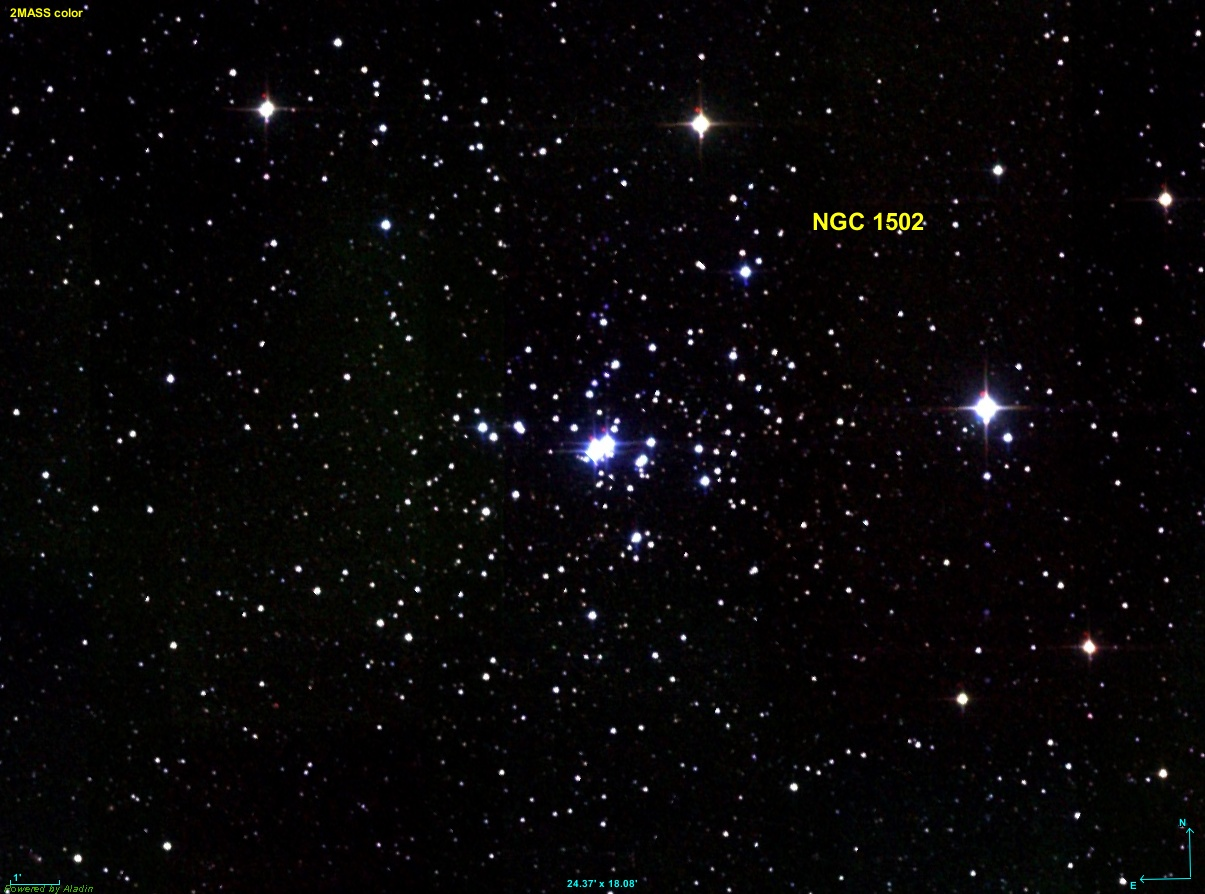
紅外線所見的NGC 1502。

NGC 1502是一個年輕、大約有60顆恆星的疏散星團。它位於鹿豹座，是威廉·赫歇爾在1787年11月3日發現的。它的視星等為6.0，因此肉眼隱約可見。該集群的距離太陽大約3,500 光年，位於移動星群鹿豹座OB1星協的外邊緣，可能是獵戶臂的一部分。被稱為甘伯串珠的星群似乎"流入"了NGC 1502，但這只是恆星排列上的巧合。
NGC 1502的川普勒分類是II 3 p，II表示有向中心凝聚的現象，3 表示亮度範圍大，即少數恆星非常明亮，和其餘恆星之間的差距很大，且多數的星都是黯淡的，p 表示可見的恆星數量少於50顆，但現在已發現超過60顆恆星。的疏散星團表示亮度範圍較寬的星團（P）人口稀少（3）。沒有明確的主序轉折點，因此估計年齡範圍從五百萬年到一千五百萬年不等。由於星際塵埃，它嚴重變紅。星團中最亮的候選成員之一是食雙星鹿豹座SZ，它是組成視雙星ADS 2984的部分。星團成員中有11顆變星和4顆變星候選者，包括一顆仙王座β型變星，兩顆週期性B型變星，2-3顆食變星和一顆天琴座RR型變星。星團的五顆成員是化學性質奇特星。

## 外部連結
- 维基共享资源上的相關多媒體資源：NGC 1502
- WikiSky上关于NGC 1502的内容：DSS2, SDSS, GALEX, IRAS, 氢α, X射线, 天文照片, 天图, 文章和图片